# Kunar (província)
Kunar ou Konar (em persa: ﺎه ﺮﻨﮐ, transl. Konarhā) é uma província do Afeganistão. Sua capital é a cidade de Asadabad. Foi lá também que em 2005 ocorreu um operação militar conhecida como Operação Red Wings levada a cabo pelos Navy SEALs, na qual faleceram 3 Deles. Esta foi praticada com o objetivo de capturar ou matar Ahmad Shah, principal líder das atividades insurgentes naquela zona de modo a estabilizar a região possibilitando a realização de eleições.   